# Желтушка кокандская
Желтушка кокандская (лат. Colias cocandica) — дневная бабочка из рода Colias семейства желтушки.

## Описание

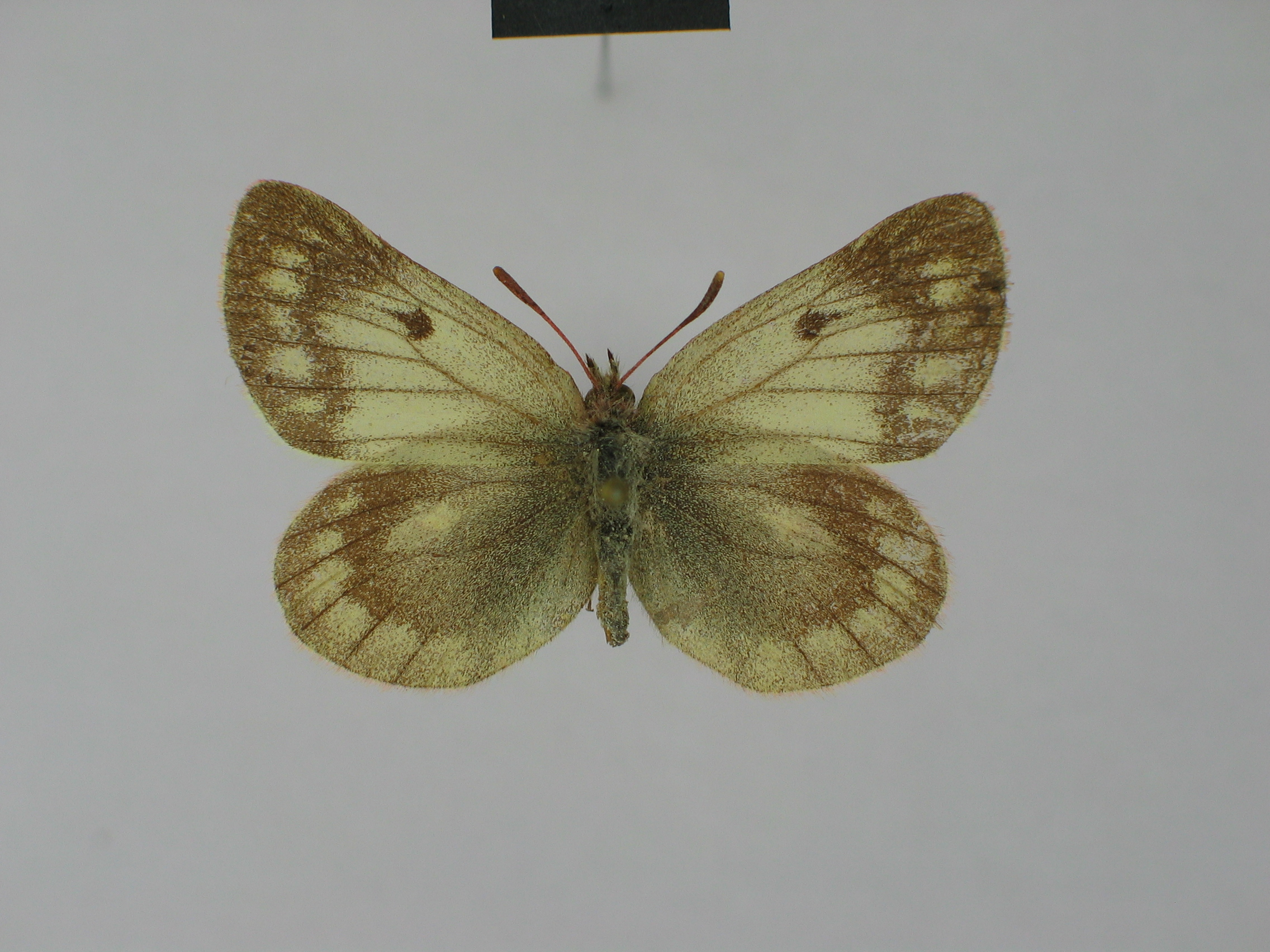
Самка Colias cocandica culminicola

Внешний край крыльев бабочек этого рода округлый. Крылья снаружи с чёрной каймой. Половой диморфизм выражается в более светлой окраске основного фона у самок или в наличии у них светлых участков на кайме.
Бабочки населяют каменистые склоны и высотные и альпийские луга на высотах 2 500-4 500 м над уровнем моря. Время лёта: июнь-август. Развивается в одном поколении за год.

## Подвиды
- C. c. cocandica Таджикистан (Туркестанский хребет), Кыргызстан (Фергана, Восточно-Туркестанский хребет, Аксуская долина, Алайские горы)
- C. c. hinducucica Verity, 1911 Афганистан (Гиндукуш), Таджикистан (Памир)
- C. c. kunjerabi Verhulst, 1999 Пакистан (Каракорум)
- C. c. maja Grum-Grshimailo, 1891 Тянь-Шань
- C. c. nastoides Verity, 1911
- C. c. pljushtchi Verhulst, 2000 Кыргызстан (Восточный Тянь-Шань), Казахстан (Трансилий Алатау).

## Галерея

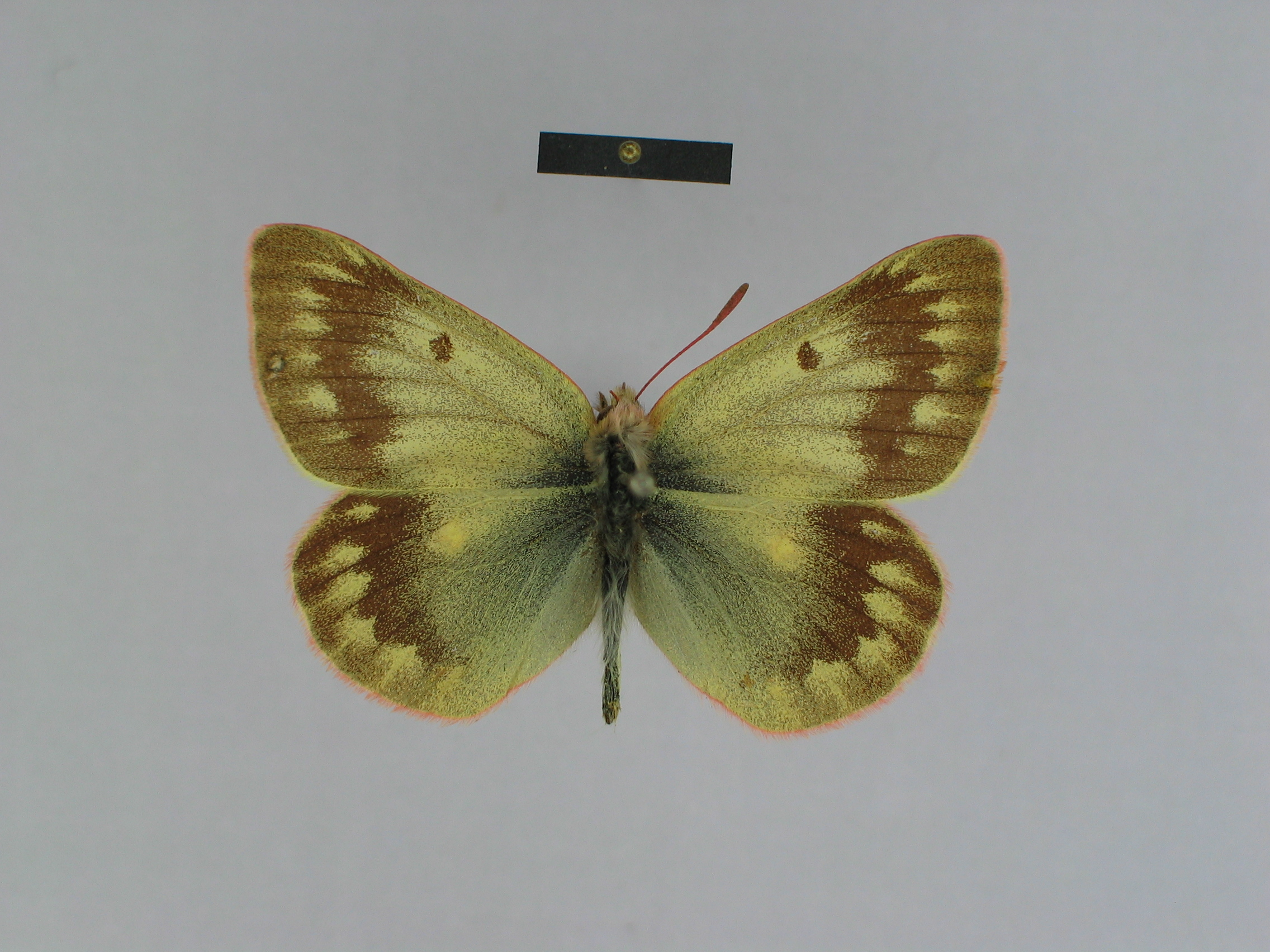
Самец Colias cocandica maja
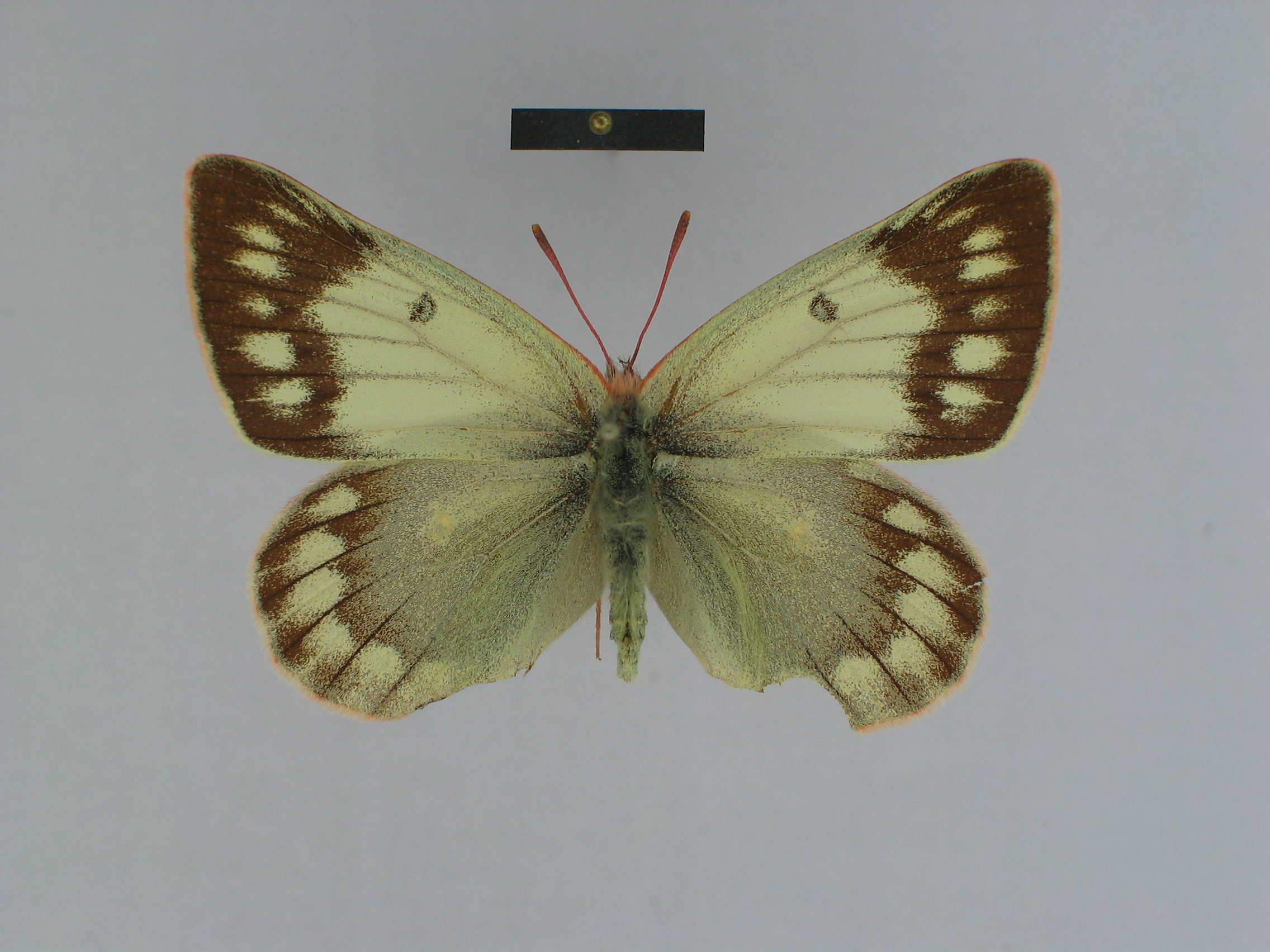
Самка Colias cocandica maja
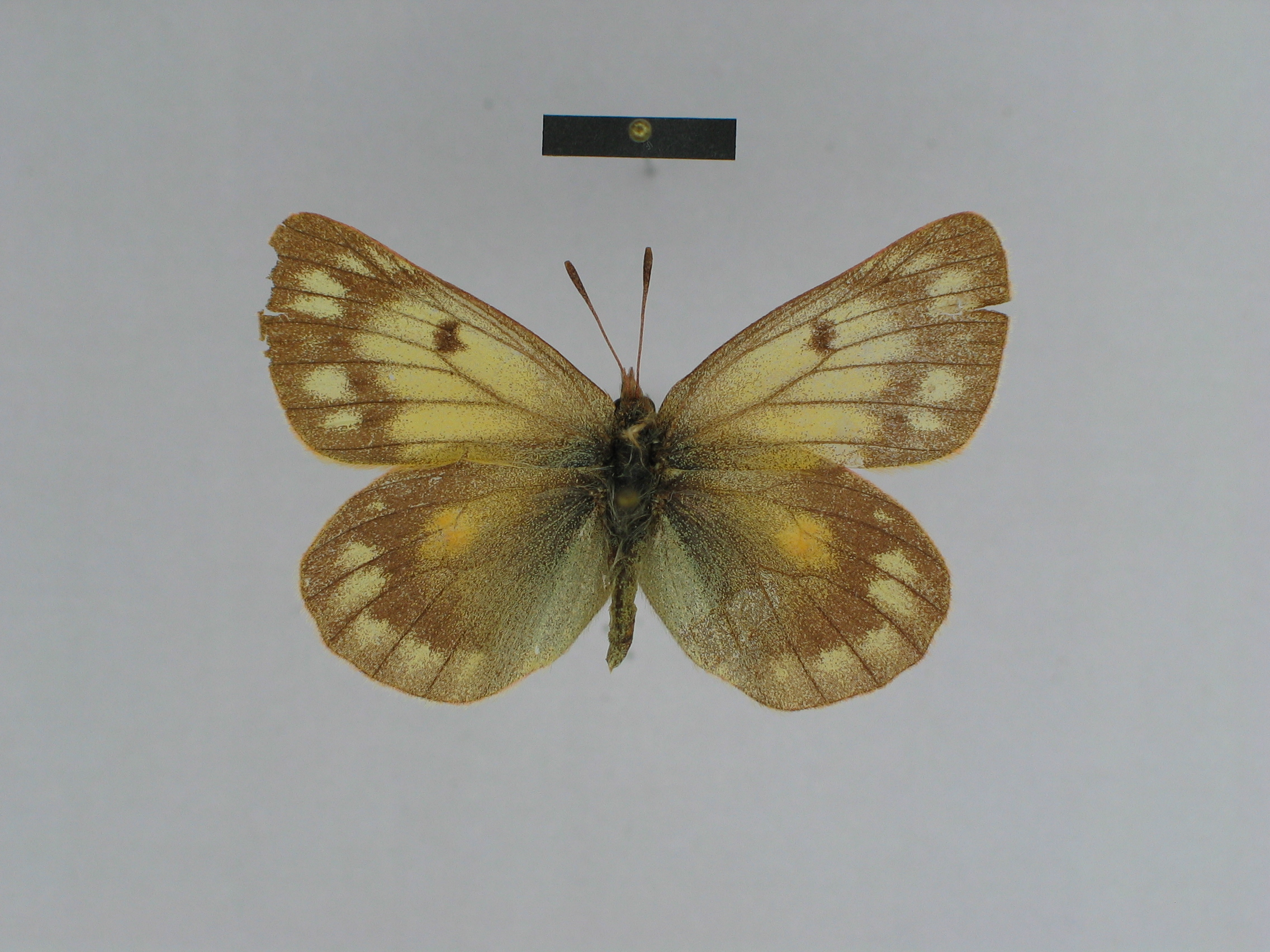
Самка Colias cocandica pljushtchi
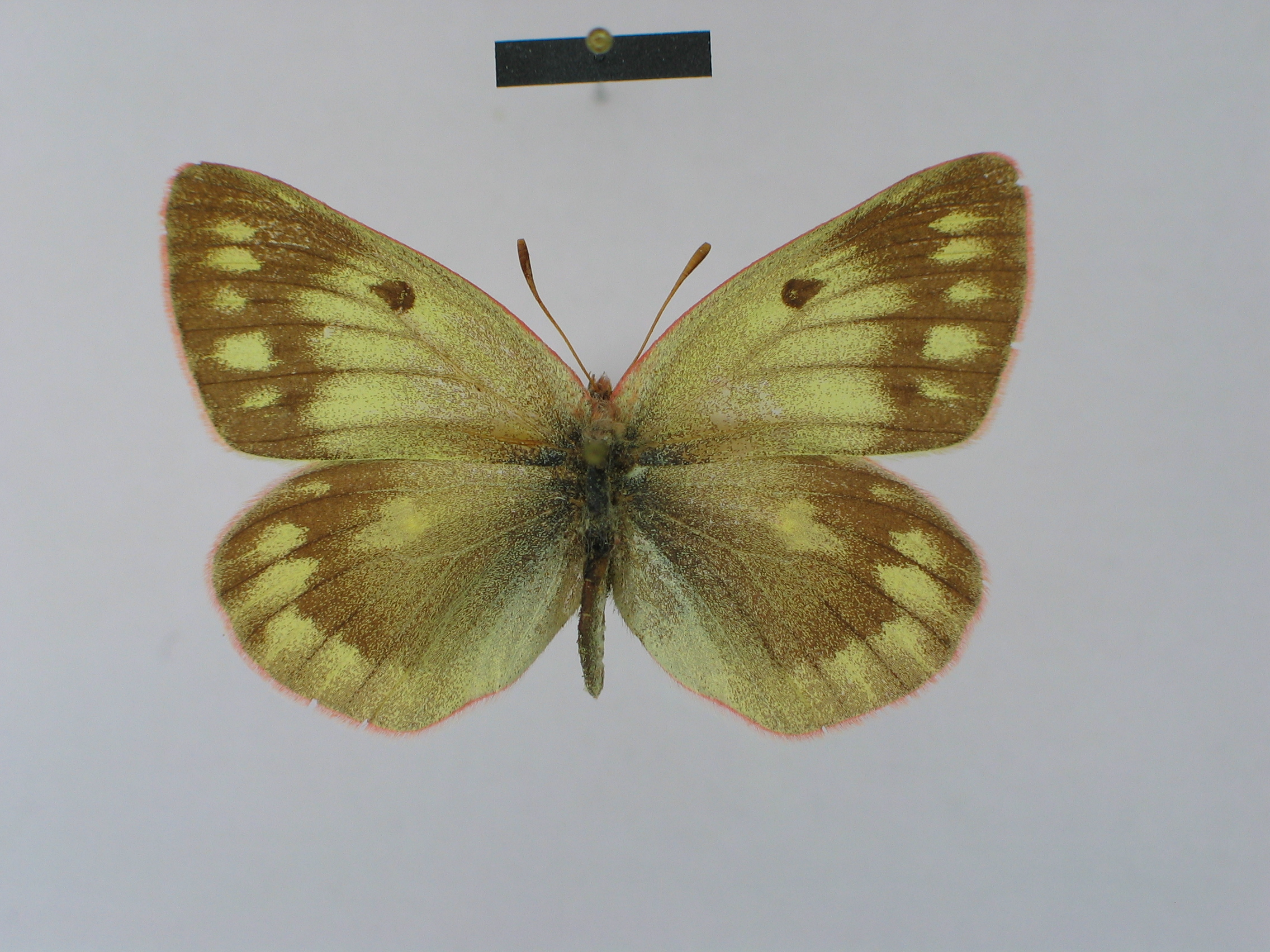
Самка Colias cocandica tatarica
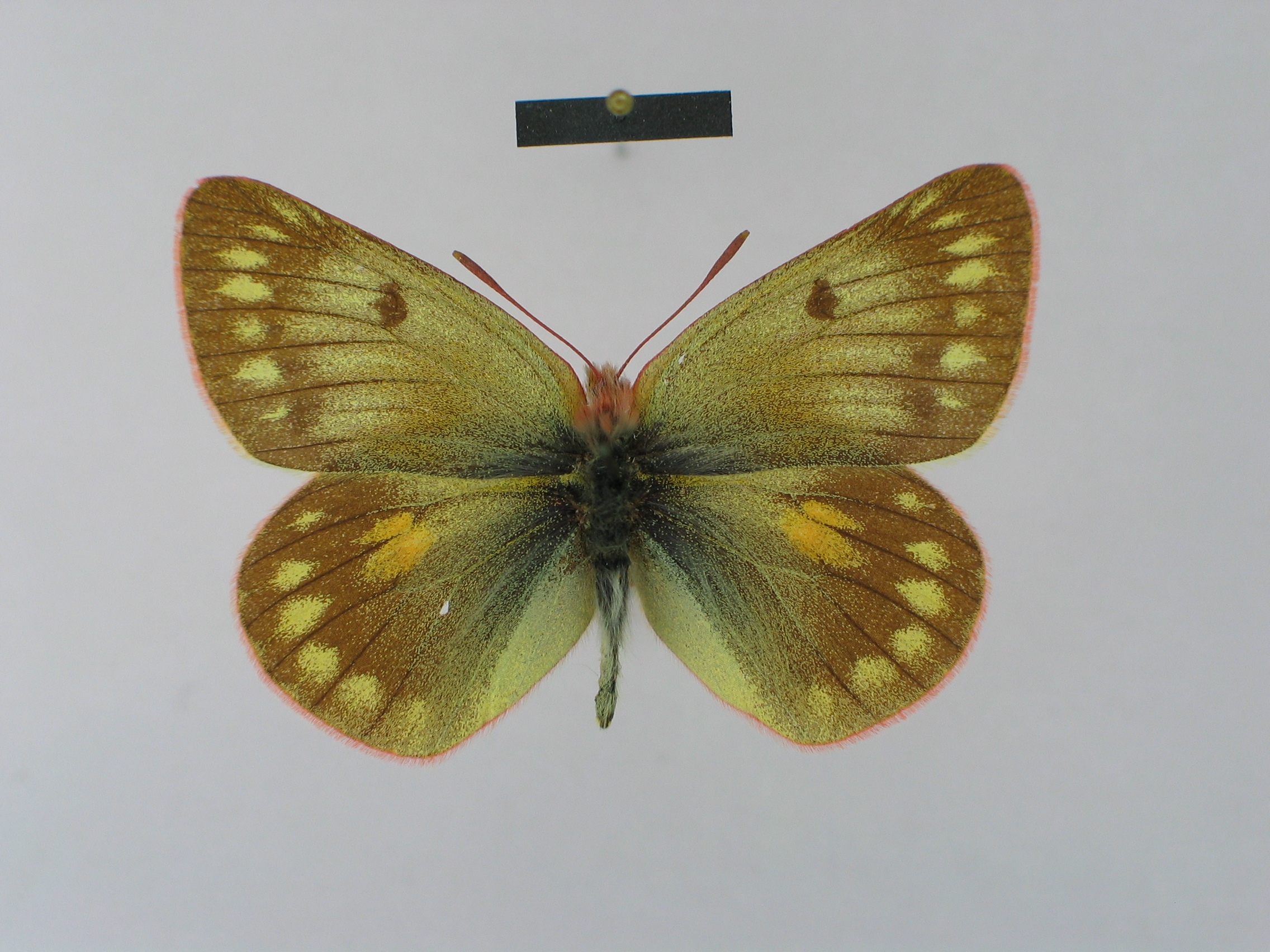
Самец Colias cocandica tatarica